# Афонсо Антонюк
Афонсо Антонюк (нар. 18 січня 1935, Прудентополіс, Бразилія) — бразильський науковець, медик, нейрохірург українського походження.

## Життєпис

### Навчання
Афонсо Антонюк народився в родині українських емігрантів. Його батько — Порфирій Антонюк, мати — Антоніна Антонюк. Освіту отримував в містах Прудентополіс, Куритиба, Понта-Гроса (штат Парана, Бразилія). Професійні знання набував в Державному коледжі штату Парана (Куритиба).

### Професійна діяльність
Займається науковою та педагогічною діяльністю, веде медичну практику. Антонюк — головний професор з нейрохірургії Федерального університету штату Парана, читає лекції в різних університетах штату Парана та різних міст Бразилії, очолює відділення нейрології лікарні Федерального університету штату Парана, а також сектор нейрохірургії лікарні «Носса Сеньйора дас Граса». Він майже щоденно проводить неврологічні операції. Є власником-директором лікарні з нейропсихіатрії в м. Піракуара штату Парана.
У 1994 році прочитав унікальну серію лекцій в різних містах Бразилії про глибоко вивчене ним досить поширене специфічне захворювання — нейроцистоцеркоз, які прислужилися лікарям-практикам в інших штатах Бразилії, а також в інших країнах.
На сьогодні доктор Афонсо Антонюк — як офіційний представник Федерального університету штату Парана — уповноважений урядом штату Парана (в рамках державної програми) налагодити в штаті процес забезпечення медикаментами хворих на нейроцистоцеркоз. Ця робота вже дала високі результати щодо зменшення кількості захворювань, зокрема й серед дітей з важкими хронічними недугами, такими як епілепсія.
А. Антонюк виступив як ініціатор і організатор декількох наукових конгресів з нейрології. Його запрошують брати участь у тематичних конференціях, симпозіумах, конгресах — як у Бразилії (міста Сан-Пауло, Ріо-де-Жанейро, Порто-Алегре та ін.), так і в різних країнах світу (Росія, Аргентина, Уругвай, Німеччина тощо). Численні наукові роботи А. Антонюка надруковано в професійних бразильських та іноземних виданнях з питань нейрології й нейрохірургії; цілу низку книг за цією темою ним написано у співавторстві.

### Громадська діяльність
Окрім наукової праці та медичної практики, Афонсо Антонюк активно займається громадською діяльністю. Він — серед лідерів української громади Бразилії. Виступає й як меценат: так, він із власних коштів протягом багатьох років надає фінансову підтримку місцевому радіо «Українська мить». Один із засновників Українсько—бразильської центральної репрезентації (УБЦР) — неприбуткової громадської організації, яка координує діяльність різнопланових громадських об'єднань етнічних українців Бразилії. 23 січня 1985 року очолив Установчі збори і був обраний першим головою управи УБЦР.

## Нагороди
У 1998 році під час проведення ХХІІІ професійного конгресу в м. Сантьяго (Чилі) отримав золоту медаль Латиноамериканської федерації нейрохірургів; це найвища нагорода, яку в цій галузі вперше вручено громадянину Бразилії.
У 1999 році Указом Президента України А.Антонюка нагороджено орденом «За заслуги» 3-го ступеня — за вагомий особистий внесок у розвиток українсько-бразильських відносин, багаторічну активну діяльність в організаціях української діаспори.